# Nowa Synagoga w Nowym Sadzie
Nowa Synagoga w Nowym Sadzie (serb. Новосадска синагога / Novosadska sinagoga) – żydowska synagoga i jedna z wielu instytucji kulturalnych w Nowym Sadzie, znajdująca się przy ulicy Jevrejskiej, w centrum miasta. Została zbudowana w latach 1905–1909, według projektu Lipóta Baumhorna.
Holocaust przeżyło 4000 nowosadzkich Żydów, zaś obecnie w mieście mieszka około 400 Żydów. W synagodze obecnie nie odbywają się ceremonie religijne, lecz jest używana do celów kulturalnych i wystawowych.